# Port de Nynäshamn
Le port de Nynäshamn (en suédois : Nynäshamns hamn) est un port situé sur la côte de la mer Baltique à Nynäshamn dans le comté de Stockholm en Suède,.
Le port de Nynäshamn est géré par les ports de Stockholm.

## Description
L'emplacement de Nynäshamn dans un détroit profond, protégé par Bedarön et à proximité de la mer, crée un port naturel. Il existe un certain nombre d’installations portuaires, toutes du côté continental du détroit.
La raffinerie de Nynäs dispose d'un port pétrolier dans la zone qui couvre ses propres besoins de transport.
Le port de Nynäshamn est géré par les ports de Stockholm et est un port de traversiers et de roulier distincts.
Depuis la création du port de Nynäshamn en 1902, il y a un trafic de traversiers vers Gotland.
Actuellement, Destination Gotland exploite la ligne vers Visby.
En été, un traversier circule également sur Gotska Sandön.
Il existe deux routes internationales : Gdańsk en Pologne est desservie par Polferries, Ventspils et Liepāja en Lettonie par Stena Line.
Les îles voisines de Nåttarö, Rånö et Ålö sont accessibles avec Waxholmsbolaget depuis Nynäshamn.
Dans le port se trouve également l'une des gares du Sjörädningssällskapet.
En 1992, le port de Nynäshamn a été intégré au port de Stockholm.
Il y a trois postes d'amarrage, l'un utilisé par Destination Gotland (en) et l'autre par Polferries (en).
Le port de Nynäshamn transporte 1,3 million de passagers par an.

### Quais du port
| Quai    | Fonction            | Longueur   | Profondeur |
| ------- | ------------------- | ---------- | ---------- |
| 1       | Trafic vers Gotland | 200 mètres | 7,6 mètres |
| 2       | Trafic vers Gdansk, | 170 mètres | 7 mètres   |
| 3       |                     | 200 mètres | 7,5 mètres |
| Sources |                     |            |            |

## Navires opérant dans le port
| Compagnie                | Navire       | Route              |
| ------------------------ | ------------ | ------------------ |
| Destination Gotland (en) | MS Drotten   | Nynäshamn – Visby  |
| Destination Gotland (en) | MS Gotland   | Nynäshamn – Visby  |
| Destination Gotland (en) | MS Visby     | Nynäshamn – Visby  |
| Polferries (en)          | MS Nova Star | Nynäshamn – Gdańsk |
| Polferries (en)          | MS Wawel     | Nynäshamn – Gdańsk |
| Sources:                 |              |                    |

## Galerie

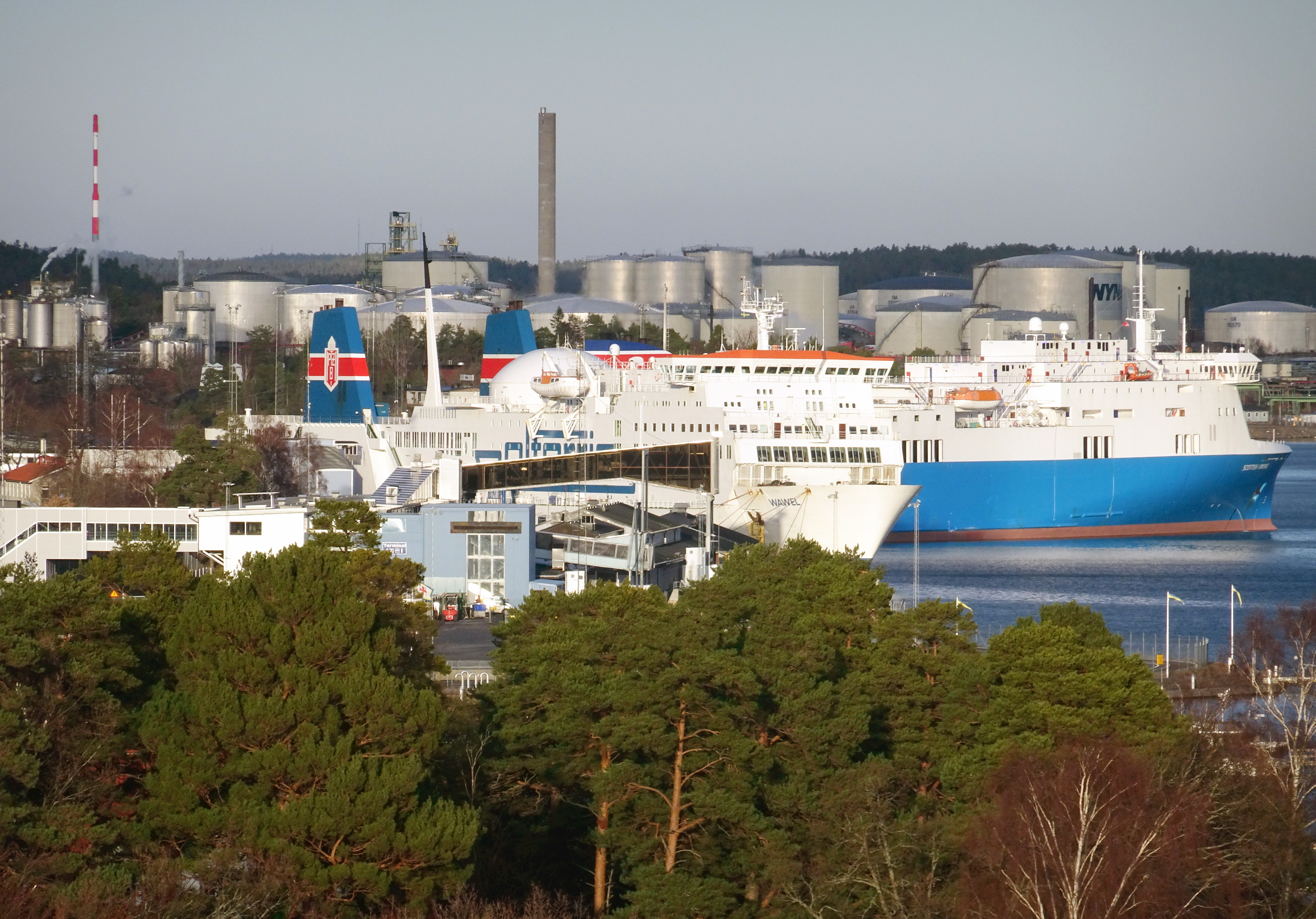
La zone portuaire depuis la tour d'observation de Trehörningen.
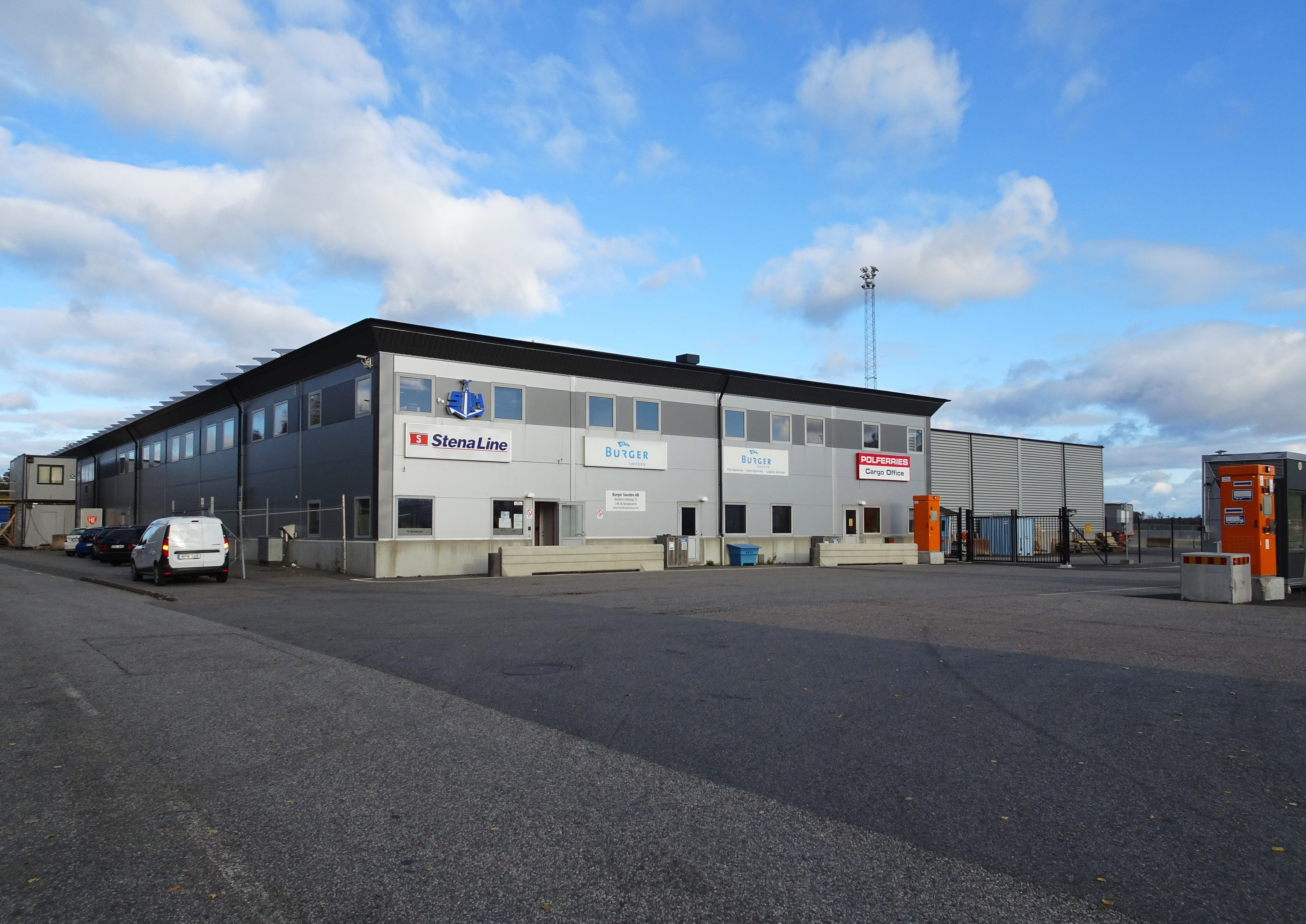
Le bureau du port de Stockholm.
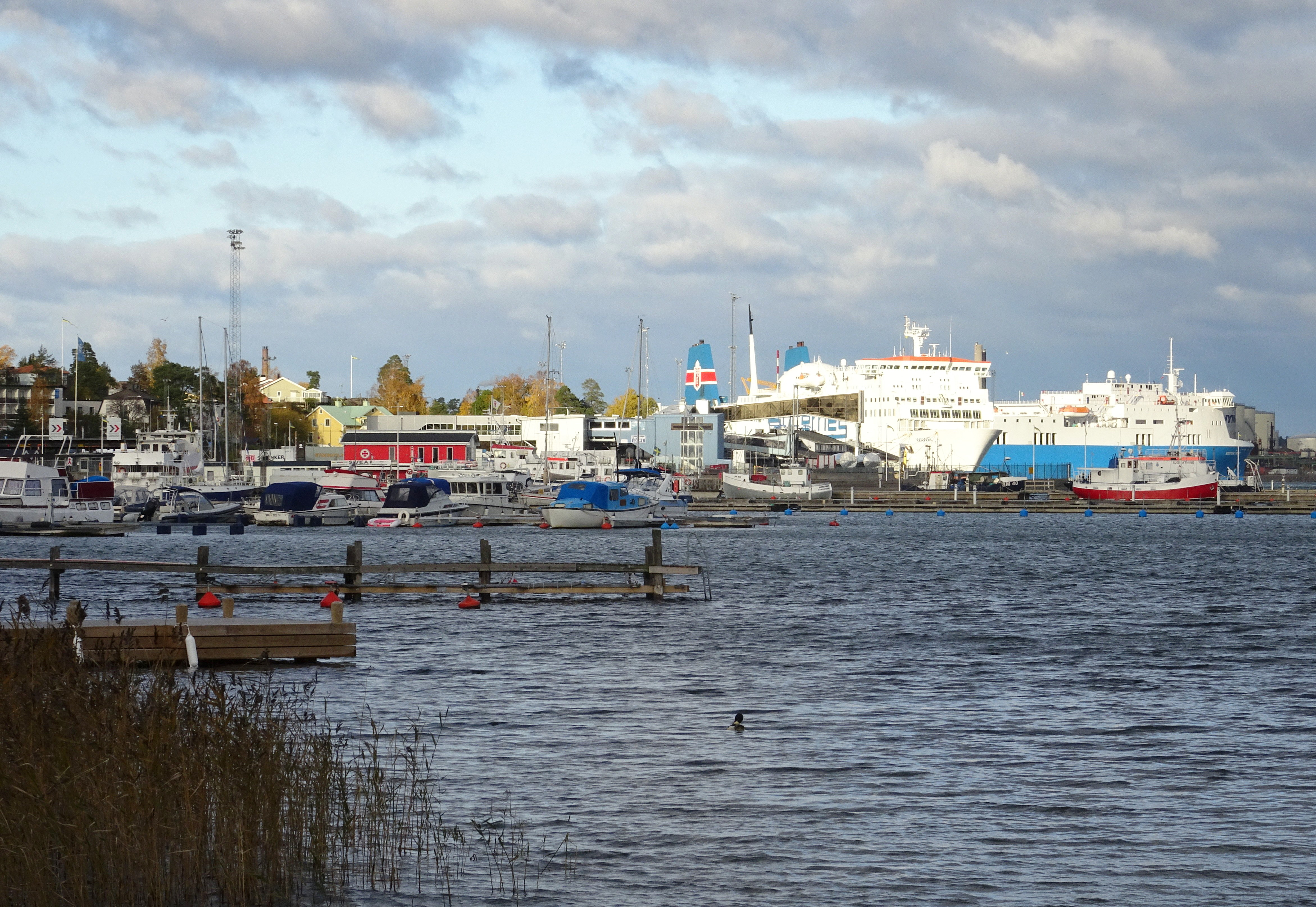
Port de Nynäshamn.
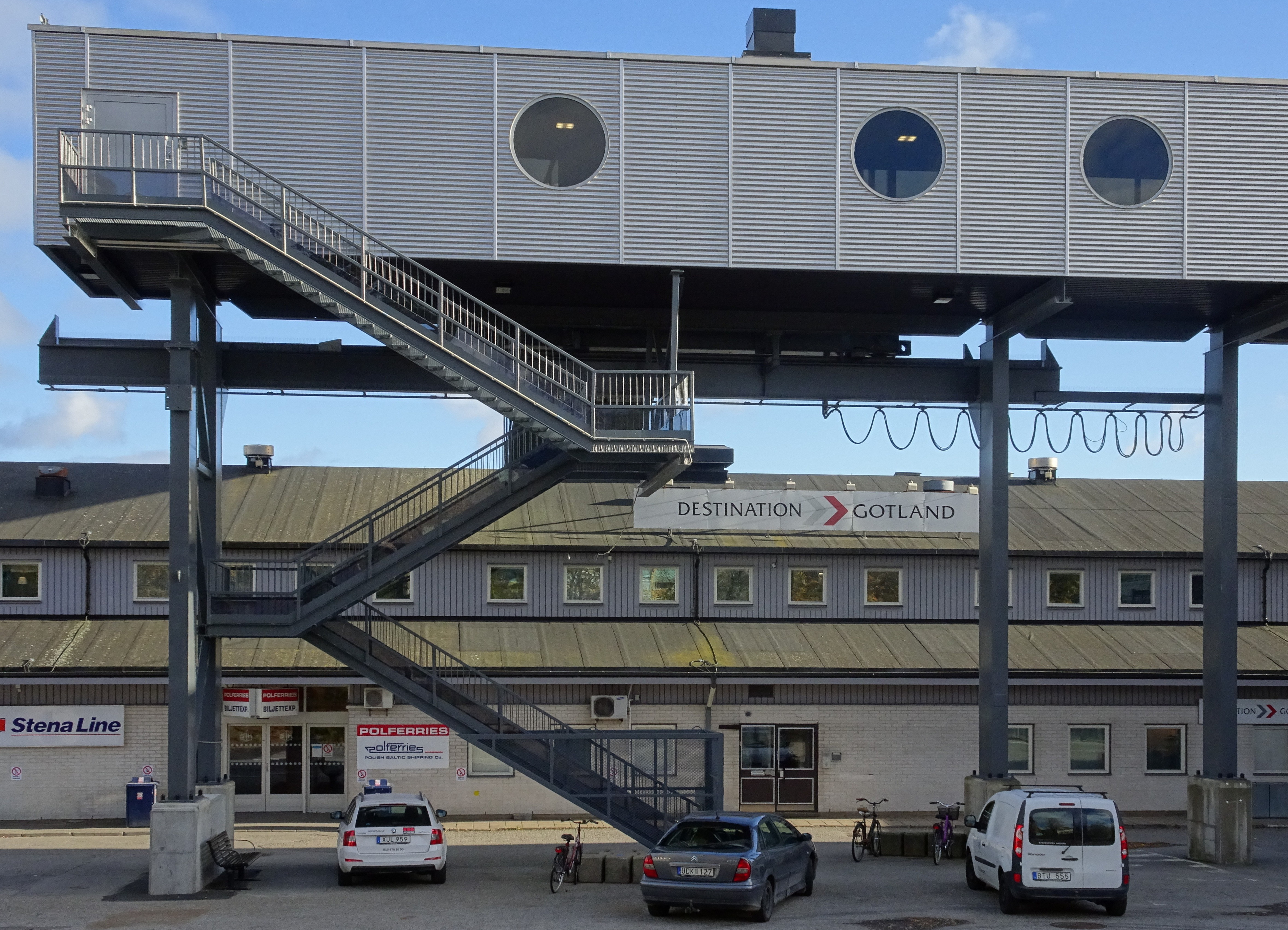
Terminal de "Destination Gotlands".
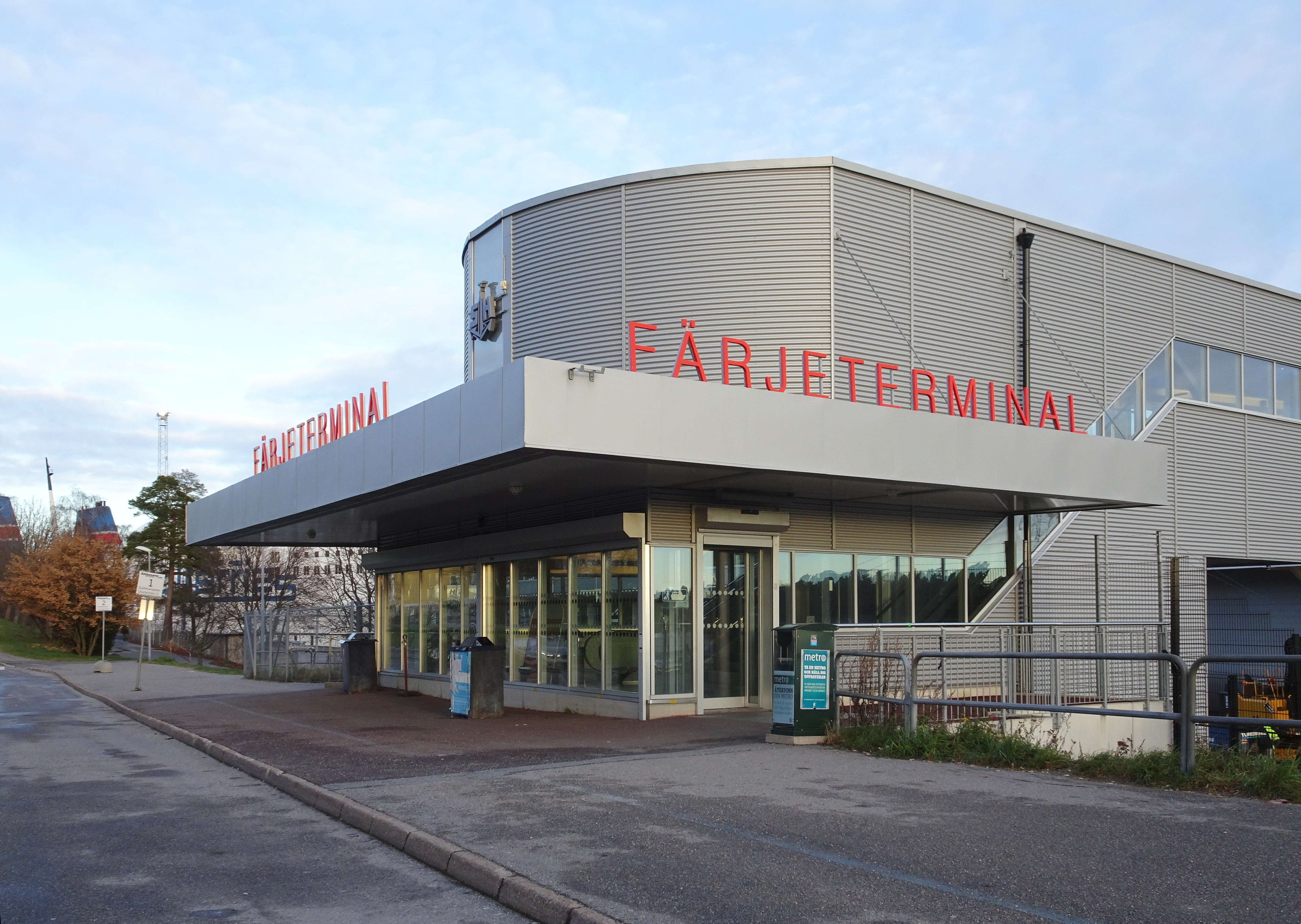
Terminal de Nynäshamn.